# Walkmühlgraben (Altmühl)
Der Walkmühlgraben ist ein linker und östlicher Zufluss der Altmühl bei Gunzenhausen im mittelfränkischen Landkreis Weißenburg-Gunzenhausen.

## Verlauf
Der Walkmühlgraben entfließt dem Walkmühlweiher nahe der Staatsstraße 2222 südwestlich des Heidweihers und des Altmühlüberleiters am nördlichen Stadtrand Gunzenhausens auf einer Höhe von 420 m ü. NHN. Der Bach ist nach der ehemaligen Walkmühle, einem heutigen Wohnplatz, benannt. Nachdem er an Walkmühle vorbeigeflossen ist, unterquert er die Staatsstraße 2222 sowie die Bahnstrecke Treuchtlingen–Würzburg und durchfließt größtenteils verdolt ein Gewerbegebiet am Nordrand von Gunzenhausen. Dabei fließt er größtenteils parallel zur wenige hundert Meter entfernten Bundesstraße 466. Nach einem Lauf von rund 2,2 Kilometern mündet der Walkmühlgraben am westlichen Stadtrand von Gunzenhausen auf einer Höhe von 412 m ü. NHN von links in die Altmühl.